# Miltochrista mesortha
Miltochrista mesortha är en fjärilsart som beskrevs av George Francis Hampson 1898. Miltochrista mesortha ingår i släktet Miltochrista och familjen björnspinnare. Inga underarter finns listade i Catalogue of Life.